# Bungarus
Genre
Synonymes
- Pseudoboa Oppel, 1811
- Aspidoclonion Wagler, 1828
- Megaerophis Gray, 1849
- Xenurelaps Günther, 1864

Bungarus est un genre de serpents de la famille des Elapidae. Les espèces regroupées sous ce genre sont communément appelées Bongares.

## Habitat et répartition
Les 16 espèces de ce genre se rencontrent en Asie du Sud, en Asie du Sud-Est et en Asie de l'Est. Ils habitent souvent les zones humides comme les marécages et le bord des cours d'eau.

## Description
Ces serpents peuvent faire entre 90cm et 1,5m de longueur maximale.
Ce sont des serpents extrêmement venimeux ; leur venin contient de l’α-bungarotoxine.

## Liste des espèces
Selon The Reptile Database (2 janvier 2022) :
- Bungarus andamanensis Biswas & Sanyal, 1978
- Bungarus bungaroides (Cantor, 1839)
- Bungarus caeruleus (Schneider, 1801) - Bongare indien
- Bungarus candidus (Linnaeus, 1758) - Bongare candide
- Bungarus ceylonicus Günther, 1864
- Bungarus fasciatus (Schneider, 1801) - Bongare fascié
- Bungarus flaviceps Reinhardt, 1843 - Bongare à tête rouge
- Bungarus lividus Cantor, 1839
- Bungarus magnimaculatus Wall & Evans, 1901
- Bungarus multicinctus Blyth, 1861 - Bongare rayé
- Bungarus niger Wall, 1908
- Bungarus persicus Abtin et al., 2014
- Bungarus sindanus Boulenger, 1897
- Bungarus slowinskii Kuchet al., 2005
- Bungarus suzhenae Chen et al., 2021[3]
- Bungarus walli Wall, 1907

## Confusion possible
Diverses espèces de couleuvres du genre Lycodon, qui sont inoffensives, ressemblent beaucoup aux Bungarus, qui sont très venimeux.

## Publication originale
- Daudin, 1803 : Histoire Naturelle, Générale et Particulière des Reptiles; ouvrage faisant suite à l'Histoire naturelle générale et particulière, composée par Leclerc de Buffon; et rédigée par C.S. Sonnini, membre de plusieurs sociétés savantes, vol. 5, F. Dufart, Paris, p. 1-365 (texte intégral).